# Tanche

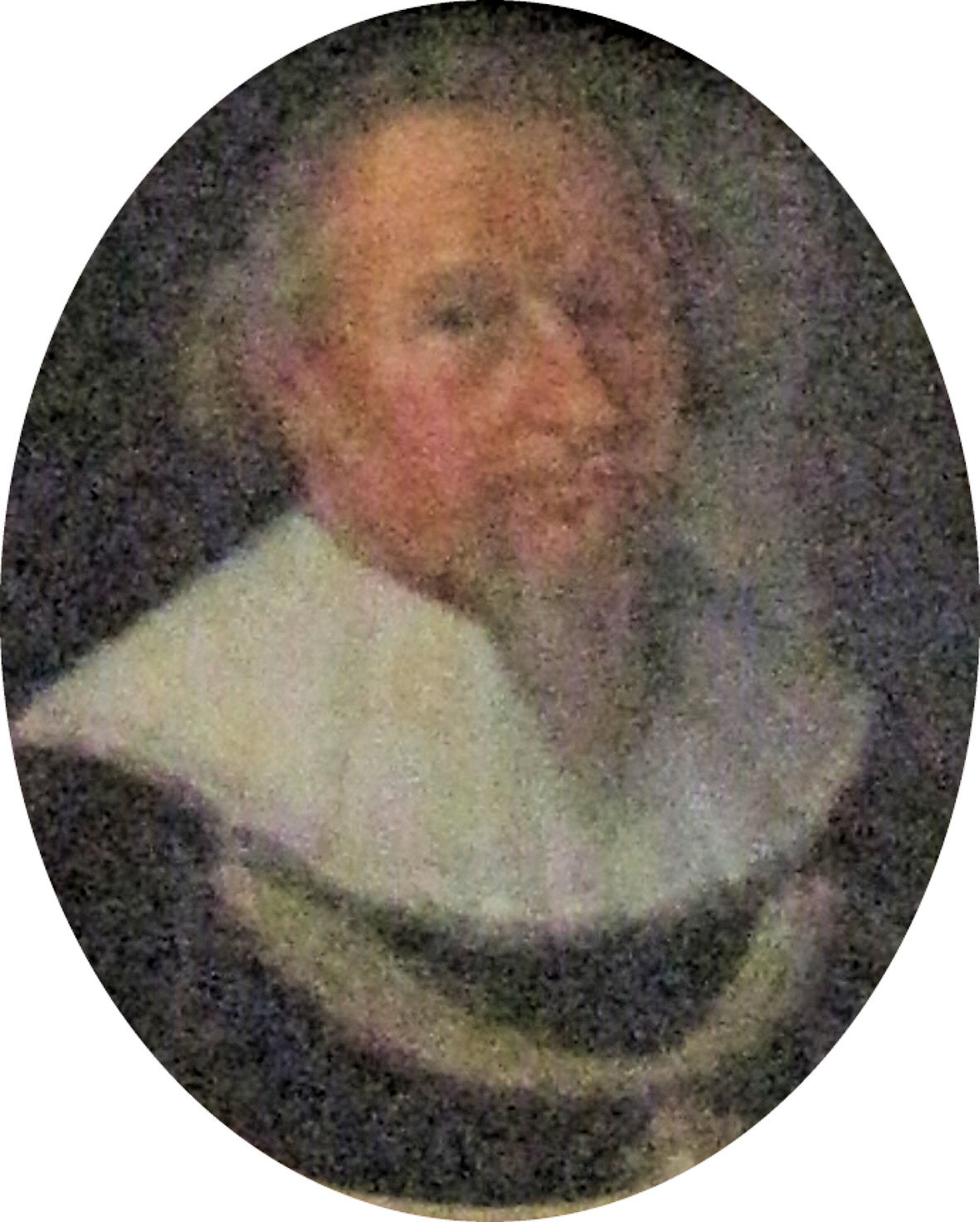
Epitaphporträt von Wismarer Dompropst Otto Tanck.

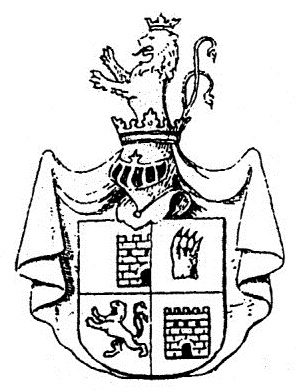
Adelswappen Martin Tanckes.

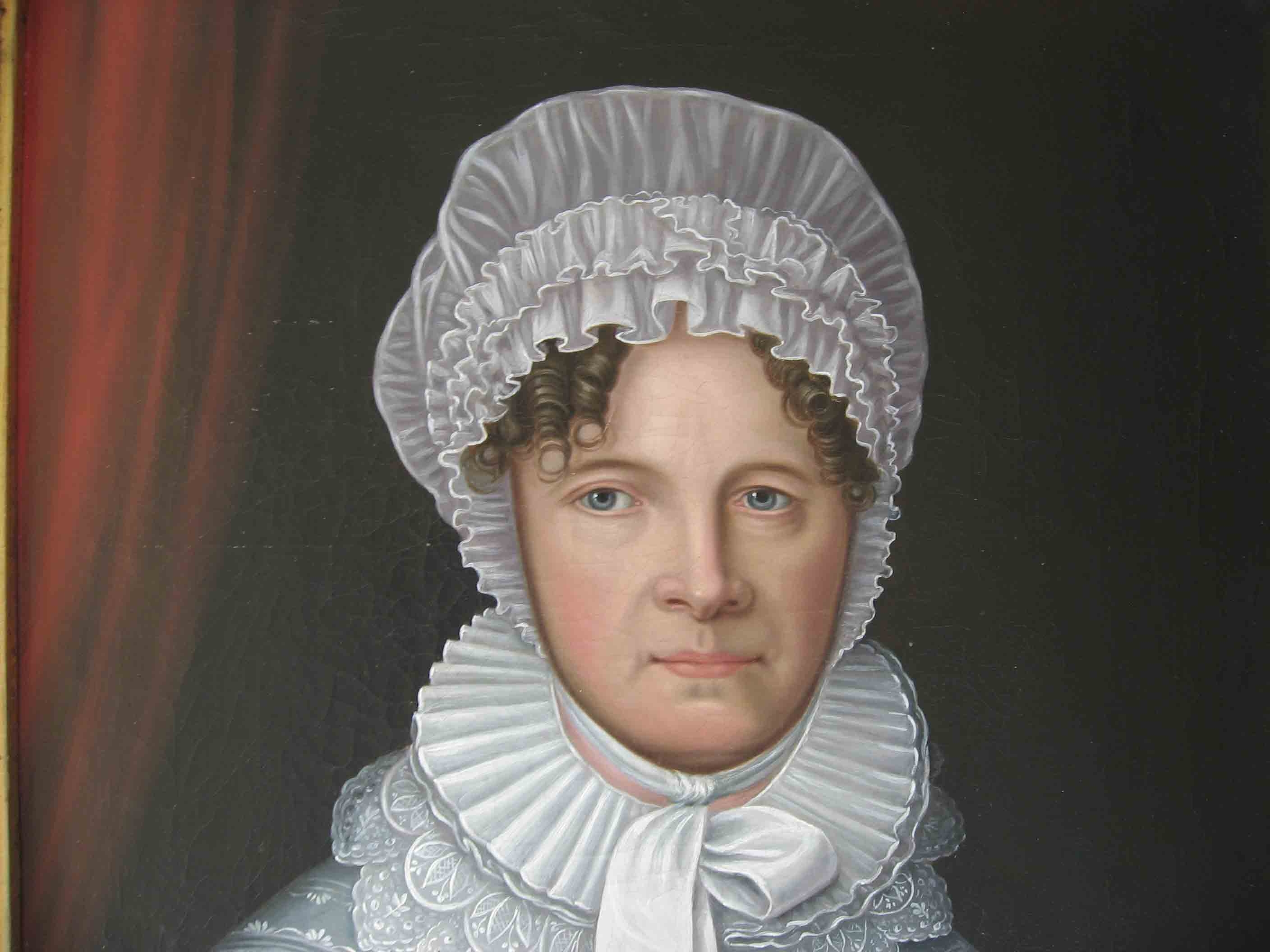
Cathrine Tank (Ostnorw.), geb. von Cappelen.

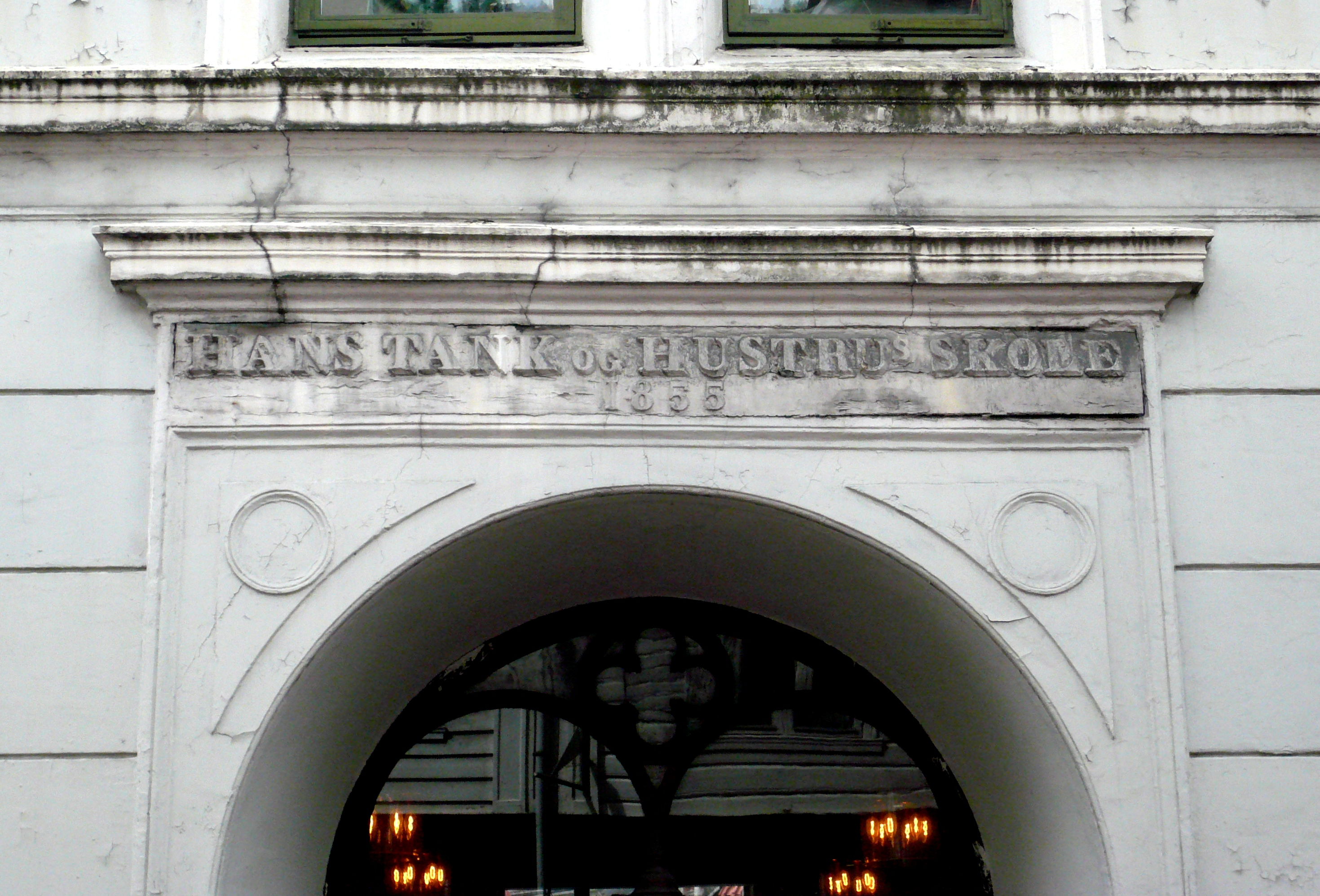
Hans-Tank-Schule in Bergen.

Tanck (auch Tancke) ist der Name eines deutschen Geschlechtes aus Wismar. Tanche und Tank (auch Tanch, Tanke, Tanck, Tancke und so weiter) ist der Name mehrerer dänisch-norwegischer Geschlechter. Während diese Geschlechter ähnliche Namen und Wappen trugen, sind ihre eventuelle Familienrelationen unbekannt.

## Tancke in Deutschland
Im 15., 16. und 17. Jahrhundert gab es, besonders in Wismar, mehrere Personen, die den Namen Tanck(e) trugen. Einer davon war Dompropst Otto Tanck.

## Tanche in Dänemark

### Martin Tancke
Martin Tancke, dessen Eltern oder Geschwister man nicht kennt, wurde 1643 von König Christian IV. in den dänischen Adelsstand aufgenommen (Naturalisation). Martin Tancke behauptete, dass das Geschlecht von Kaiser Karl IV. geadelt worden sei.

### Hadersleben
In Hadersleben lebte eine Familie Tanche, woraus einige Mitglieder nach Norwegen einwanderten.

## Tanche und Tank in Norwegen

### Ostnorwegen und Nordnorwegen
Der Name Tanche wird in Nordnorwegen und Dänemark benutzt. Der ostnorwegische Zweig verwendet die Variante Tank. Alle beiden kamen aus Hadersleben.
Zum Geschlecht gehörte unter anderen der Politiker Carsten Tank.

### Bergen
Nach Bergen in Westnorwegen kam eine Familie Tank. Keine Verbindung mit den anderen ist bekannt.